# Шопки
Шопки (укр. Шопки) — село в Глинянской городской общине Львовского района Львовской области Украины.
Население по переписи 2001 года составляло 22 человека. Занимает площадь 0,094 км². Почтовый индекс — 80726. Телефонный код — 3265.